# NASCAR

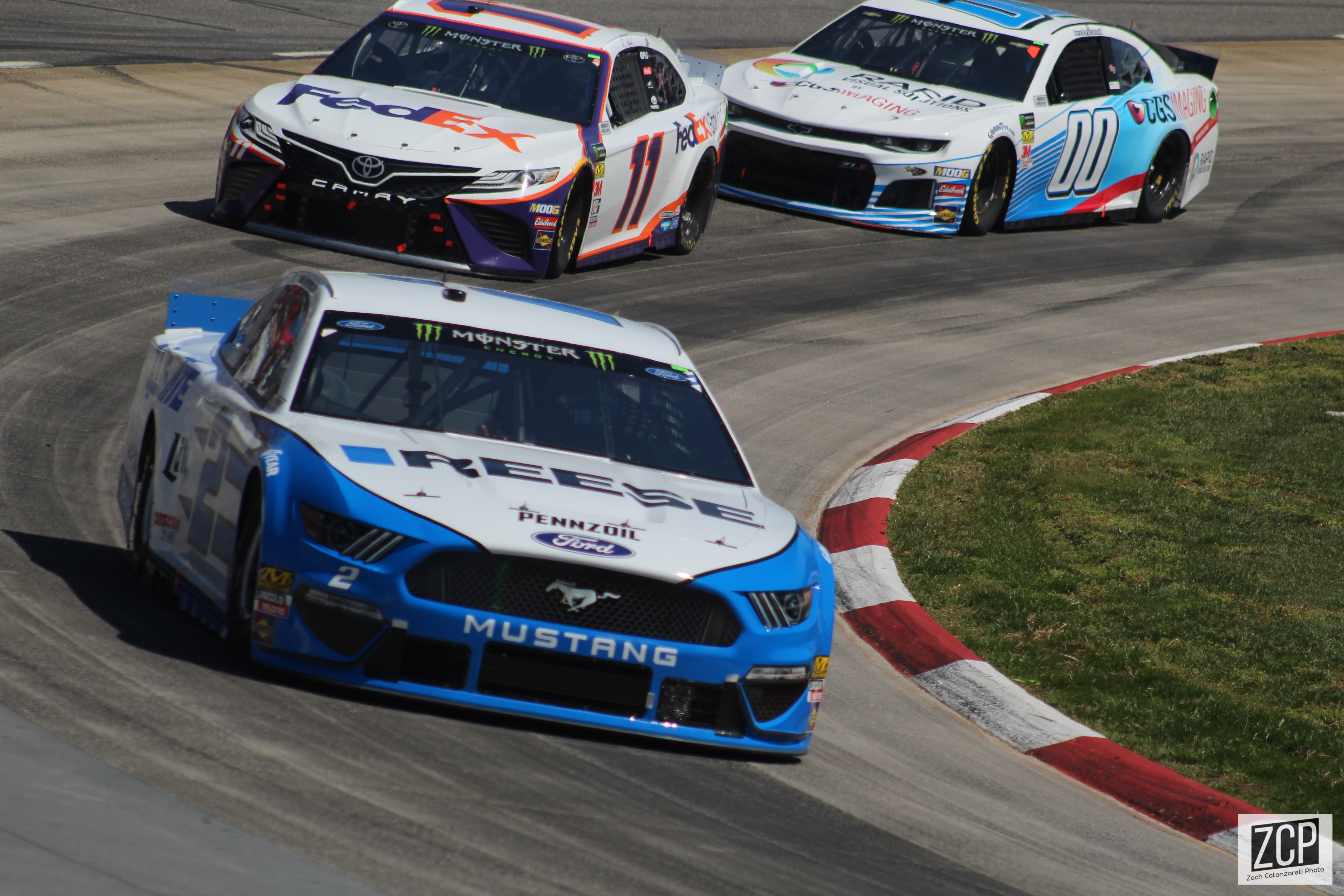
STP 500 2019.

La National Association for Stock Car Auto Racing (en español Asociación Nacional de Carreras de Autos de Serie), más conocida simplemente por sus siglas NASCAR, es la categoría automovilística más comercial y popular de los Estados Unidos, y la competición de stock cars ("automóviles de serie") más importante del mundo. Es miembro del Automobile Competition Committee for the United States. Es considerada la categoría más importante del automovilismo estadounidense.
La particularidad de estas competiciones se basa, principalmente, en que se suelen correr en circuitos ovales y son siempre automóviles de serie, es decir, automóviles cuyo diseño básico es el de un automóvil salido de fábrica. Los automóviles son fabricados por especialistas basándose en los perfiles y especificaciones detallados por NASCAR y los motores están provistos por Chevrolet, Ford y Toyota, asegurando un nivel de competición parejo para todos los participantes.
En la actualidad, Chevrolet, Ford y Toyota compiten en las diferentes categorías de la NASCAR. Los vehículos utilizados por Chevrolet en las competiciones son, el Chevrolet Camaro ZL1, el Chevrolet Camaro SS y la Chevrolet Silverado, Ford por su parte, compite con el Ford Mustang GT VI, el Ford Fusion y la Ford F-150;  mientras que Toyota compite con el Toyota Camry, el Toyota Supra MKV y la Toyota Tundra.

## Historia
La historia de esta categoría del automovilismo tiene unos orígenes peculiares pero que han recorrido largo camino desde sus inicios hasta lo que hoy en día se conoce como la categoría top del automovilismo estadounidense que fue en si marcada por dos circunstancias que unidas marcaron un antes y un después.
La primera circunstancia fue que Daytona Beach se hizo conocida como el lugar para establecer récords de velocidad terrestre mundial, suplantando a Francia y Bélgica como el lugar preferido para los registros de velocidad terrestre, con 8 récords mundiales consecutivos establecidos entre 1927 y 1935. Después de una carrera histórica entre Ransom Olds y Alexander Winton en 1903, la playa se convirtió en la meca de los entusiastas de las carreras y se establecieron 15 récords en lo que se convirtió en el Daytona Beach Road Course entre 1905 y 1935. Cuando Bonneville Salt Flats se convirtió en la principal ubicación para la búsqueda de registros de velocidad de la tierra, Daytona Beach se había convertido en sinónimo de autos rápidos en 1936. Los conductores corrieron en un recorrido de 4.1 millas (6.6 km), que consiste en un tramo de playa de 1.5-2.0 millas (2.4-3.2 km) como una recta y una carretera angosta frente a la playa, State Road A1A, como la otra. Las dos rectas estaban conectadas por dos giros cerrados, profundos y cubiertos de arena en cada extremo. 
La Segunda circunstancia la cual fue fundamental para ello así las carreras de stock cars en los Estados Unidos tienen su origen en el contrabando durante la Prohibición, cuando los conductores usaban whisky de contrabando fabricado principalmente en la región de los Apalaches en los Estados Unidos. Los denominados bootleggers necesitaban distribuir sus productos ilícitos, y típicamente usaban vehículos pequeños y rápidos para evadir mejor a la policía. Muchos de los conductores modificarían sus automóviles para mejorar la velocidad y el manejo, así como para aumentar la capacidad de carga, y a algunos les encantaba la conducción veloz por las serpenteantes carreteras de montaña (básicamente algunos modelos Ford V8 y otros más fueron los estelares y de elección para el contrabandista mismo que tenía automóviles mucho mejores que los de las fuerzas policiales tanto locales,estatales y federales) lo cual cimento una especie también de comunidad entre estas pandillas que sabían como eludir a altas velocidades a dichos agentes de la ley que intentaban detenerlos.
Sin embargo la derogación de la Prohibición en 1933 fue la que secó algunos de sus negocios, pero para entonces los sureños habían desarrollado un gusto por el alcohol ilegal, y varios de los conductores continuaron "sacando brillo" y puliendo sus habilidades, esta vez evadiendo de los "recaudadores" del sistema fiscal (Hoy IRS) que estaban tratando de registrar sus operaciones. Los autos continuaron mejorando, y para fines de la década de 1940, las carreras con estos autos se realizaban por orgullo y ganancias. Estas carreras fueron entretenimiento popular en el sur de los Estados Unidos, y están más estrechamente asociadas con la región del Condado de Wilkes en Carolina del Norte. La mayoría de las carreras en esos días eran de autos modificados. Los vehículos de calle fueron aligerados y reforzados, en esta ocasión se incorporaban mejoras que en efecto eran en rendimiento y estética interna pero no modificando tanto el exterior para no llamar la atención de los Federales,algo que fue también un aliciente pues como se menciona antes la habilidad pulida hizo que también se organizaran carreras de manera paulatina y con el paso del tiempo eso iría formando lo que hoy es NASCAR,aunque los tiempos de la Segunda Guerra Mundial se acercaban y esos planes se frenarian de momento dedicando todas las energías al esfuerzo bélico,así que las competencias tendrían que esperar.

## El principio de NASCAR

Anterior logotipo de la NASCAR usado desde 1978 hasta 2016.

Hacia 1945, cuando los EE. UU. se recuperaba de los efectos de la Segunda Guerra Mundial y la normalidad regresaba al país, las carreras de automóviles de serie empezaron a resurgir como eventos que llamaban poderosamente la atención del público.
La popularidad logró que con el correr de los años se llevaran a cabo competiciones de este tipo a lo largo y ancho de los EE. UU., para entonces, cada organizador o pista (llamados también promotores) llevaba la competición lo más justo posible acorde a su propia reglamentación. Los eventos entre sí eran aislados y los pilotos de una región rara vez corrían en otra bajo un reglamento similar.
La pauta histórica para este deporte la tomó Bill France Sr., promotor de la carrera de Daytona International Speedway (el primer óvalo asfaltado y Super Speedway en los Estados Unidos) al unir a los involucrados principales en la primera asociación de automóviles stock, la NASCAR, nacida en diciembre de 1947. Dos meses después, el 15 de febrero de 1948 se disputó la primera carrera en la historia de NASCAR, esta fue celebrada en Daytona y fue ganada por Red Byron en un Ford modificado. Sin embargo, hubo grandes problemas por la falta de gasolina disponible en los EE. UU. durante las guerras mundiales

## Principales pistas
Tradicionalmente desde 1949 Daytona se destaca como una de las pistas más importantes de NASCAR con sus famosas 500 Millas de Daytona (su importancia solo se ve superada por las 500 Millas de Indianápolis), constituida en las fangosas playas de Daytona. El óvalo reemplazó a las carreras que se corrían en el circuito playero de Daytona. El trazado de 2,5 millas (4 km) de longitud cuenta con curvas de un peralte superior a los 30°, que permiten alcanzar altas velocidades.
Con el paso del tiempo se agregaron a ésta las pistas de Charlotte en Carolina del Norte, donde se corre la prueba más larga de la temporada, las 600 Millas desde 1963 en el Charlotte Motor Speedway. Más adelante se anexa la pista de Talladega Superspeedway en Alabama, la cual constituye el óvalo más largo de la temporada con más de 4,1 km. En dicha pista, como en Daytona, las velocidades son muy altas, debido tanto a su longitud como a sus peraltes; por tanto en todas las categorías se le colocan dos placas restrictoras de velocidad, que se colocan sobre todo en la boca del carburador impidiendo que el motor desarrolle más potencia dejando a los vehículos con la mitad de la misma en los motores haciendo necesario el "Draft" o el "efecto de succión".
Bristol en Tennessee constituye una de las más curiosas carreras de la temporada siendo una de las más cortas de la temporada, a esta pista se le conoce como "Thunder Valley", esta pista cuenta también con la otra particularidad de que es un óvalo muy peraltado con variación entre los 26 y 30° aunque en años recientes ha disminuido su peralte en función de permitir mayor número de sobrepasos con una relativa velocidad alta. En los años 70 también entra en la escena el óvalo de Pocono (que en realidad es un triángulo) cuenta con uno de los trazados más difíciles y largos de la temporada, es semejante en tamaño a Daytona, y la última gran incorporación que es Indianápolis, el óvalo mítico integra NASCAR desde 1994 luego del rompimiento de la IndyCar Series, permitiendo una relación más estrecha entre la Indy Racing League y la NASCAR; en dicha pista se disputan las 400 Millas de Brickyard, llamada así porque el circuito estaba hecho originalmente de ladrillos, algunos de los cuales se conservan en la línea de meta.
Pese a correr en óvalos casi todo el año, también corren en circuitos mixtos. En el caso de la NASCAR Cup Series, éstas son Sonoma Raceway en California,  el circuito de Watkins Glen en Nueva York y en Charlotte Roval, que mezcla la mitad del óvalo con un trazado rutero en su interior. En las Xfinity Series se corre en  Watkins Glen, Charlotte Roval, Road America y Mid-Ohio. Por su parte, las Truck Series solo corren en Canadian Tire Motorsport Park.

## Divisiones principales
- NASCAR Cup Series
- NASCAR Xfinity Series
- NASCAR Camping World Truck Series

## Otras divisiones
Las divisiones internacionales de la NASCAR son: la NASCAR PEAK Mexico Series, la NASCAR Pinty's Series y la NASCAR Whelen Euro Series, las cuales se llevan a cabo en México, Canadá y Europa, respectivamente.
También existe otra categoría de monoplazas que corren en circuitos muy diferentes a los tradicionales circuitos pavimentados como Daytona, el cual recibe el nombre de NASCAR Whelen Modified Tour. Estos tienen la particularidad de correr en pistas ovaladas muy cortas (casi todas de algo más de 1/4 de milla). Además cuentan con el atenuante de la superficie de la pista, ya que bastantes de ellas son de barro, lo cual obliga a los pilotos a derrapar casi constantemente; esta hace de antesala y como una escuela para pilotos que quieren entrar a las máximas divisiones de NASCAR. Esta también cuenta con la característica que rescata el sentimiento sureño y el carácter de la NASCAR primitiva, dado que en los inicios, los circuitos eran de tierra. Existe otra división de monoplazas modificados como los de la NASCAR Whelen Modified Tour pero que solo tiene carreras en el Sur de los Estados Unidos, la llamada NASCAR Weekly Racing Series.
Además, NASCAR sanciona las series que organiza ARCA, ya que, en marzo de 2018, NASCAR compró ARCA. Éstas categoría son divisiones menores en las que pilotos jóvenes compiten para dar el salto a las grandes divisiones de NASCAR, especialmente las Truck Series, aunque alguno puede ir directamente a las Xfinity Series si es muy bueno. En ellas también compiten pilotos aficionados. Destacan las ARCA Menards Series y sus divisiones regionales, las ARCA Menards Series East y las ARCA Menards Series West.
Recientemente, NASCAR se ha introducido en el mundo de los e-sports, creando la eNASCAR Coca-Cola iRacing Series, donde los participantes compiten con el simulador iRacing; o la eNASCAR Heat Pro League, donde participan los mismos equipos de la NASCAR Cup Series. En 2020, debido a la pandemia de COVID-19, NASCAR suspendió temporalmente toda actividad y se creó la eNASCAR iRacing Pro Invitational Series, una competición donde los pilotos de las Cup Series y algunos de las Xfinity y de las Truck Series competían usando el simulador de iRacing.

## Divisiones extintas
En los años 50 hubo una división que actuaba como categoría de promoción para correr en las Cup Series, la NASCAR Convertible Division, que utilizaba coches descapotables, de ahí su nombre.
Antes de la NASCAR Whelen Modified Tour, existió la NASCAR National Modified Championship.

## NASCAR Hall of Fame
En 2010, NASCAR abrió su salón de la fama, en Charlotte, para rendir homenaje a pilotos, dueños de equipo, directivos, comentaristas, jefes de equipo y demás personalidades que han contribuido de manera notoria al desarrollo del deporte.

## Subsidiarias

### ARCA
En marzo de 2018 se hizo público la compra de ARCA por parte de la NASCAR. En 2020, las series regionales de la NASCAR, las K&N Pro Series East y West, pasaron a denominarse ARCA Menards Series East y West.

### IMSA
NASCAR, que era propietaria de la competición de resistencia Grand-Am, compró IMSA para fusionar su competición y la American Le Mans Series, y crear el WeatherTech SportsCar Championship, sancionado por IMSA.

### International Speedway Corporation
NASCAR es propietaria de International Speedway Corporation (ISC), propietaria de algunos de los circuitos más importantes de los Estados Unidos, como lo son los circuitos de Daytona, Darlington, Chicagoland, Kansas, Auto Club o Talladega, entre otros. 

### MRN
Motor Racing Network es la emisora de radio propiedad de ISC y narra las carreras de la NASCAR que se celebran en los circuitos propiedad de ISC.

### Nascar PEAK Mexico Series
Nascar Mexico Series es uno de los campeonatos organizados fuera de los Estados Unidos junto a las series europeas, Nascar Whelen Euro Series.

## NASCAR.com
En octubre del 2000, Turner Sports adquirió los derechos digitales de la NASCAR, y posteriormente se hizo cargo de su sitio web, que ofrece noticias, información y funciones interactivas (como RaceView y RaceBuddy) en torno a sus series. Aunque la NASCAR había ampliado el contrato de Turner para operar el sitio hasta 2016, la asociación anunció en enero de 2012 que volvería a operar el sitio internamente en 2013. Como resultado, el 3 de enero de 2013 se lanzó un nuevo NASCAR.com, que cuenta con un diseño orientado a la multimedia y mejorado para ofrecer un mayor nivel de interacción con los aficionados, y proporcionar una experiencia mejorada de segunda pantalla para los espectadores en dispositivos móviles.
El 7 de mayo de 2019, la NASCAR anunció una asociación de contenido de apuestas deportivas con The Action Network para proporcionar contenido editorial y análisis a NASCAR.com, incluyendo picks recomendados y apuestas de valor. La NASCAR dijo que la asociación tenía como objetivo prepararse para la difusión de las apuestas deportivas legales en EE. UU tras la sentencia  Murphy v. National Collegiate Athletic Association de 2018 de la Corte suprema de los EE. UU. que anuló la prohibición federal de las apuestas deportivas de la  ley Professional and Amateur Sports Protection Act de  1992 (PASPA). La NASCAR llegó previamente a un acuerdo exclusivo con el proveedor de productos de datos deportivos Genius Sports para desarrollar una oferta oficial de apuestas de la NASCAR.